# کمیسیون بورس و اوراق بهادار آمریکا

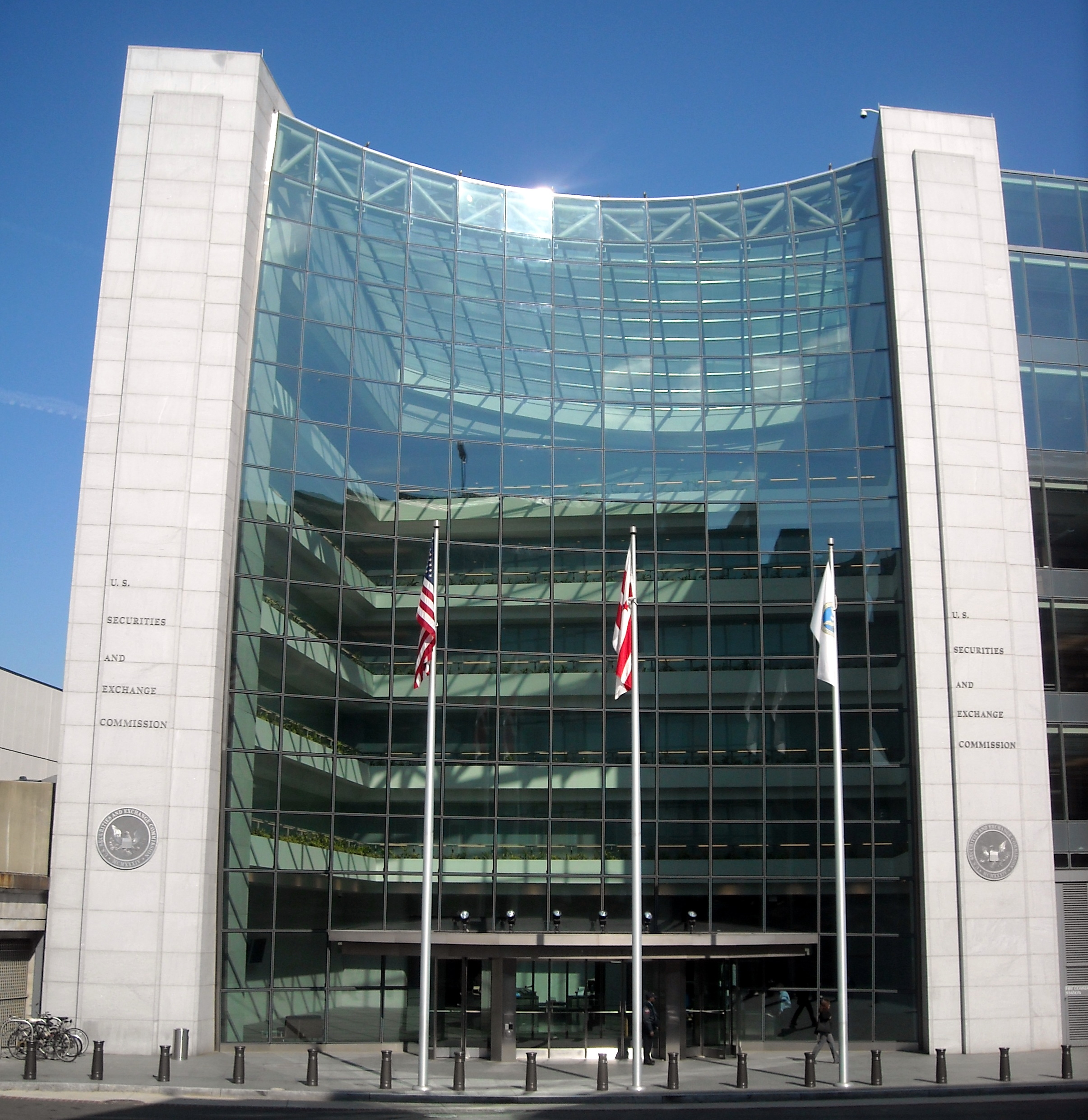
مقر کمیسیون بورس و اوراق بهادار آمریکا در واشینگتن دی. سی. که در نزدیکی ایستگاه اتحاد (به انگلیسی: Union Station) است

| کمیسیون بورس و اوراق بهادار آمریکا | کمیسیون بورس و اوراق بهادار آمریکا     |
| ---------------------------------- | -------------------------------------- |
|                                    |                                        |
| بنیان‌گذاری                         | ۶ ژوئن ۱۹۳۴                            |
| مقر                                | واشینگتن، دی. سی.، ایالات متحده آمریکا |
| شمار کارکنان                       | ۴۸۰۷ تن (۲۰۲۲)                         |
| رئیس                               | گری گنسلر                              |
| وب‌گاه رسمی                         | www.sec.gov                            |

کمیسیون بورس و اوراق بهادار آمریکا (به انگلیسی: U.S. Securities and Exchange Commission) (به شکل مخفف: SEC) یک نهاد فدرال در ایالات متحده آمریکا است که در ۶ ژوئن ۱۹۳۴ به موجب بخش ۴ قانون بورس اوراق بهادار ۱۹۳۴، ایجاد شده‌ است. مسئولیت‌های اصلی این نهاد فدرال عبارتند از:
- اِعمال قوانین فدرال اوراق بهادار آمریکا
- نظارت بر صنعت اوراق بهادار آمریکا
- نظارت بر بورس‌های ملی سهام و اختیار معاملات آمریکا
- نظارت بر دیگر بازارهای الکترونیکی اوراق بهادار در آمریکا

کمیسیون بورس و اوراق بهادار آمریکا علاوه بر قانون بورس اوراق بهادار ۱۹۳۴ که موجب ایجاد این نهاد شد، بر اجرای دیگر قوانین مربوط به بازار اوراق بهادار آمریکا هم نظارت می‌کند.
بعضی از این قوانین عبارتند از: قانون اوراق بهادار ۱۹۳۳، قانون عهدنامه امین ۱۹۳۹، قانون مشاوران سرمایه‌گذاری ۱۹۴۰، قانون ساربنز-آکسلی ۲۰۰۲، قانون اصلاح وال‌استریت و حفاظت مصرف‌کننده ۲۰۱۰ (موسوم به قانون داد- فرانک) و غیره.